# لاك سانت ماري (كيبك)
لاك سانت ماري (بالإنجليزية: Lac-Sainte-Marie, Quebec)‏ هي بلدية محلية في كيبيك تقع في كندا في La Vallée-de-la-Gatineau Regional County Municipality. يقدر عدد سكانها بـ 611 نسمة ومساحتها 240.40 كم2 .